# Victor Antoni
Pour les articles homonymes, voir Antoni.
Victor Antoni, né le 23 novembre 1882 à Fénétrange et mort le 16 avril 1966 à Fénétrange, est un militant autonomiste lorrain, ancien conseiller général de la Moselle et maire de Fénétrange, fondateur d'un petit parti politique. Il fut le chef de file des autonomistes mosellans dans l'entre-deux-guerres.

## Biographie

### Origines et débuts
Victor Antoni est le fils d'un minotier. Il naît en 1882 alors que l'Alsace-Moselle est annexée par l'Empire allemand. Il grandit dans un milieu catholique. Très tôt, il devient membre de l'Association populaire pour l'Allemagne catholique (Volksverein für das katholische Deutschland (de)) — cette organisation de masse fondée en 1890 intègre les catholiques alsaciens-lorrains au monde des catholiques allemands, rhénans surtout —, et des associations catholiques de Metz. Il appartient au comité du Centre (Zentrum) d'Alsace-Lorraine avant 1914.

### Entre-deux-guerres
En 1919, après le retour de la Moselle à la France, il devient membre de l'Union républicaine lorraine (URL), qui rassemble les droites mosellanes. En juin 1926, il est l'un des 24 signataires mosellans du Heimatbund, un manifeste initié par des Alsaciens, réclamant l'autonomie législative et administrative de l'Alsace-Moselle. Exclu de l'Union républicaine lorraine dont il était membre du comité directeur et des associations catholiques, il fonde, en 1928, l'Union chrétienne-sociale, qui devient le 18 novembre le Parti chrétien-social populaire, qu'il préside. C'est un parti conservateur, clérical et autonomiste, qu'il fonde avec deux autres signataires du manifeste du Heimatbund (André Schaaf, ancien conseiller général, l'avocat Charles Thomas, de Sarreguemines), le conseiller général de Sarralbe Joseph Straub, secrétaire général du parti, les abbés François Cuny et Louis Pinck. Jean Labach, député, est président d'honneur.
Antoni se présente aux législatives à Forbach en 1928 contre un candidat de l'URL, un clerc soutenu par l'évêque et maintient sa candidature au second tour, ce qui provoque l'élection d'un communiste, Victor Doeblé et ce qui avive les tensions entre autonomistes germanophones et « nationaux » francophones. Son parti combat les dirigeants de l'URL, comme le maire de Metz Paul Vautrin ou le parlementaire Guy de Wendel, magnat de la sidérurgie honni par le parti chrétien-social. La lutte entre le parti d'Antoni et l'URL culmine entre 1928 et 1931, marquée par la défaite d'Antoni aux cantonales de 1931 dans le canton de Sarrebourg, battu par le sortant Émile Peter. Le journal messin et catholique Le Lorrain, du chanoine Ritz, pilier de l'URL, commence à le compter comme un parti « national » à partir de 1932 mais d'autres périodiques, tel le quotidien Le Messin, combattent Antoni jusqu'en 1936. L'aire d'influence de son parti s'est limitée à la Moselle germanophone, et surtout aux zones rurales catholiques proches de la frontière franco-allemande ou du Bas-Rhin. Il n'a pu faire élire aucun député sous son étiquette. Il n'a conquis que trois sièges de conseillers généraux, qu'il conserve toutefois jusqu'en 1939. Il publie le Lothringer journal de 1930 à 1932, puis, faute de moyens, un hebdomadaire, Jung-Lothringen à partir de 1933.
Conseiller d'arrondissement du Canton de Fénétrange, il est élu conseiller général de Phalsbourg en octobre 1928 - son élection donne lieu à un incident de séance au conseil général. Il est ensuite élu conseiller général de Fénétrange en 1934, grâce aux voix communistes selon Le Lorrain et le préfet de la Moselle. Seul candidat de son parti, il se présente aux législatives en 1936 à Boulay, sans succès, contre le sortant Alex Wiltzer : il n'obtient au second tour que 35,5 % des suffrages exprimés.
La victoire du Front populaire en 1936 et l'anticommunisme l'amènent à s'allier aux Mosellans « nationaux » et francophones de droite et d'extrême droite et à constituer avec eux un Front lorrain dont il est l'un des dirigeants. Il tient plusieurs réunions de propagande avec le secrétaire général de ce groupement, Albert Eiselé, en 1937.
En juin 1939, des journaux l'accusent d'avoir accepté et reçu de l'argent allemand, par l'intermédiaire de l'abbé Brauner, directeur des archives municipales de Strasbourg. La plupart des délégués de son parti lui demandent de démissionner, ce qu'il refuse. Il reconnaît avoir reçu des subventions du secrétaire général de l'Association des catholiques allemands à l'étranger.

### Seconde Guerre mondiale
Arrêté le 29 septembre 1939 en tant qu'autonomiste Lorrain, suspecté d'accointances avec l'Allemagne, Victor Antoni est interné à Nancy, à l'instar d'Alsaciens autonomistes ou séparatistes : il fait partie des Nanziger. Son parti est dissous et son journal suspendu.
Il est remis aux autorités allemandes en juillet 1940. Il adresse à Hitler un mémorandum dans lequel il demande l'intégration au Reich de la Moselle et de l'Alsace. Il est nommé, par les Allemands, maire (« Stadtkommissar ») de Fénétrange en décembre 1940 et préside la Ligue paysanne de la Moselle. Il donne des conférences et publie des textes dans la revue nazie Westmark. Il reprend la nationalité allemande en 1942, adhère au NSDAP en 1943 et reçoit la croix du mérite de guerre. Il voyage en Allemagne où il rencontre Himmler et visite le camp de concentration d'Oranienbourg-Sachsenhausen. Comme maire, il fait détruire le cimetière juif, saccagé par des membres des Jeunesses hitlériennes. Ses relations avec le gauleiter Josef Bürckel sont cependant mauvaises.
Arrêté en 1945, Victor Antoni est interné à la prison Charles-III de Nancy et jugé dans cette ville en juin 1947. Au cours de son procès, il souligne qu'il est intervenu auprès des Allemands pour que des familles ne soient pas expulsées. Le procureur réclame la prison à perpétuité mais Antoni n'est condamné qu'à huit ans de réclusion. Libéré en juin 1949 (ou 1952), il reçoit l'autorisation de s'établir à Fénétrange en 1953 et est finalement amnistié en 1954.

## Publications
Victor Antoni est l'auteur d'un ouvrage publié en 1957 et réédité en 1960 intitulé : Grenzlandschicksal, Grenzlandtragik, destins du pays de la frontière, tragédie du pays de la frontière ; le sous-titre étant : Lebenserinnerungen und menschliche Betrachtungen eines Lothringers zu den politischen Irrungen und Wirrungen seiner Zeit, mémoires et considérations humaines d'un lorrain confronté aux erreurs et folies politiques de son temps.